# Kofiau
Kofiau (indonez. Pulau Kofiau) – wyspa w archipelagu Raja Ampat, w Papui Południowo-Zachodniej, w Indonezji. Wyspa zbudowana jest głównie z wapienia koralowego z kilkoma wulkanicznymi wzgórzami, pokrytymi niskim lasem. Wyspa jest domem dla endemicznego sterowika wstęgosternego i monareczki maskowej. Na Kofiau i Wyspach Boo odkryto nową formę pytona zielonego, który zachowuje swoje neoteniczne żółte ubarwienie w wieku dorosłym.
Na wyspie jest używany język biak (wariant zwany beser), który został wprowadzony przez migrantów z ludu Biak.